# 包果柯
包果柯（学名：Lithocarpus cleistocarpus）为壳斗科柯属的植物，是中国的特有植物。分布在中国大陆的湖南、福建、湖北、浙江、四川、安徽、江西、陕西、贵州等地，生长于海拔1,000米至1,900米的地区，多生于山地乔木及灌木林中，目前尚未由人工引种栽培。

## 别名
包槲柯、猪栎树（湖北）

## 异名
- Lithocarpus cleistocarpus (Seem.) Rehd. et Wils. var. omeiensis Fang